# Darosław
Darosław – imię męskie powstałe prawdopodobnie jako neologizm na wzór imion słowiańskich, może oznaczać : "ten, któremu darowana jest sława".
Darosław imieniny obchodzi 25 kwietnia, 24 listopada.
W 1994 roku imię to nosiło 175 mężczyzn w Polsce. 
Znana osoba o tym imieniu:
- Darosław J. Toruń – tłumacz, redaktor i pisarz fantastyki naukowej.